# Charles B. Timmer
Charles Bernard Timmer, (Watergraafsmeer, 17 februari 1907 - Amsterdam, 1 januari 1991) was een Nederlandse schrijver, dichter en vertaler van Russische literatuur.

## Levensloop
Timmer was de zoon van een Amsterdamse houthandelaar. Na zijn middelbareschoolopleiding te hebben voltooid wilde hij filosofie gaan studeren. Omdat het geld voor de studie ontbrak kreeg hij een baan in de houthandel van zijn vader.
In 1924 vertrok Charles naar Finland om daar te gaan werken in een houtzagerij. Hij ontmoette hier zijn eerste vrouw, met wie hij een jaar later trouwde. Vervolgens trok hij naar Estland waar hij houtinspecteur werd en Russisch begon te leren. Hij keerde terug naar Finland, waar hij in 1929 in dienst kwam van Philips, als hoofd van de reclame-afdeling. In 1932 reisde hij terug naar Nederland. Hij kreeg een baan bij houthandel Peltenburg als houtinspecteur en werd wederom naar Rusland gestuurd. Hij trouwde voor de tweede keer, met een prima ballerina, Genia Tsjertkowa. In 1936 werd hij slachtoffer van de stalinistische hetze tegen buitenlanders en moest Timmer, toen woonachtig in Odessa, het land ontvluchten.
Tijdens de Tweede Wereldoorlog ging Charles B. Timmer verder met het studeren van de Russische taal. Hij zou tevens Russische les hebben gegeven aan Nederlandse boeren die zich bij de Oostcompagnie hadden aangesloten om het door de Duitsers veroverde land te gaan bewerken. Dit feit kaartte Aleida Schot later bij Geert van Oorschot aan, toen Timmer weigerde haar als vertaler voor de Russische Bibliotheek aan te nemen. Later vroeg Timmer haar alsnog voor de Russische Bibliotheek te komen werken, maar Schot weigerde. Timmer gaf tijdens de oorlog echter ook Russische les aan Sal Tas, een joodse SDAP’er.
Na de Tweede Wereldoorlog begon hij met Geert van Oorschot de Russische Bibliotheek. De eerste literaire vertaling van Timmer, van het boek Afgunst van Joeri Oljesja verscheen in 1947. Onder Timmers hoofdredactie van de Russische Bibliotheek werden de Russische klassieke schrijvers uit de negentiende eeuw, zoals Anton Tsjechov, Ivan Toergenjev, Nikolaj Gogol en Fjodor Dostojevski, vertaald in het Nederlands. Aan dit project namen twintig andere vertalers deel. Voor het eerst werd rechtstreeks vertaald uit de Russische taal en niet, zoals voorheen vaak gebeurde, uit de Engelse, Duitse of Franse vertaling. In totaal vertaalde Timmer zelf zestig titels. In 1963 kreeg hij de Martinus Nijhoff-prijs uitgereikt voor de vertaling van de negentiende-eeuwse Russische schrijvers. In 1988 kreeg hij de Belle van Zuylen-prijs 1987 en in 1991 de Aleida Schot-prijs.
Na verloop van tijd ging Timmer een vijandige en kritische houding aannemen ten opzichte van zijn collega’s, waaronder de Slavisten Karel van het Reve en Tom Eekman. Dit wordt door sommigen verklaard vanuit het feit dat Timmer dacht dat hij als autodidact minder serieus genomen werd dan zijn academische collega’s. De betekenis van zijn pionierswerk werd pas later erkend en met prijzen beloond. Hij zou daardoor eveneens zijn romantische verhouding tot Rusland en de Russische literatuur hebben onderdrukt.
Timmer was zelf ook dichter en romanschrijver. Zijn eerste bundel, Ervaringen, verscheen in 1936. In 1944 verscheen een tweede bundel, Beeld in spiegel met gedichten uit het tijdvak 1932-1944. Na de oorlog verschenen er van de hand van Timmer twee romans, De overkant in 1946 en Verticale vlucht in 1947. Timmer schreef vanaf 1945 voor De Baanbreker, een socialistisch tijdschrift, dat onder redactie stond van Geert van Oorschot, Max Nord en Sal Tas.
Gedurende de periode van de Koude Oorlog bleef Timmer de Russische cultuurpolitiek verdedigen vanuit zijn socialistisch idealisme. Charles B. Timmer wordt over het algemeen gezien als Nederlands' meest bekende en meest productieve vertaler van Russische literatuur van de 20e eeuw.
Van de hand van Timmer zijn een tweetal leerboeken Russisch verschenen bij De technische uitgeverij H. Stam te Haarlem. Een herzien en gecombineerd leerboek verscheen in 1953 bij dezelfde uitgever.

## Biografieën
- Nico Scheepmaker, De vertaaldrift van Charles B. Timmer, Vrij Nederland, 19 februari 1977.
- Cees Willemsen, Charles B. Timmer (1907-1991), de verholen romanticus, tijdschrift Tirade. Jaargang 40 (1996)

- Bibliothèque nationale de France: cb121629553 (data)
- Biografisch Portaal: 13825023
- Digitale Bibliotheek voor de Nederlandse Letteren: timm002
- Gemeinsame Normdatei: 130090735
- International Standard Name Identifier: 0000 0000 2237 5891
- Library of Congress Control Number: n82062823
- Nederlandse Thesaurus van Auteursnamen: 070254281
- Virtual International Authority File: 14810033
- WorldCat: E39PBJth4jrphxBBTvqpCjKGHC